# 전환사채
전환사채(轉換社債, 영어: convertible bond, CB)는 ‘주식으로 전환할 수 있는 권리’, ‘주식으로의 전환권이 인정되는 사채’를 말한다. 일정한 조건 아래 발행 회사 보통의 주식으로 전환할 수 있는 선택권이 부여된 회사채이다. 일반채권과 똑같이 만기일이 정해져 있고 그때까지는 정기적으로 이자가 지급되는 채권이기도 하다. 투자자는 사채의 확실성과 주식의 투기성을 비교, 교량하여 선택할 수 있으며, 발행회사는 전환에 의한 사채상환의 효과를 누릴 수 있고 이자비용의 감소에 의한 자금조달상의 편의를 주는 의미를 지닌다. 발생은 원칙적으로 이사회가 결정하나 정관의 규정에 의해 주주총회가 결정할 수도 있다.

## 역사
전환사채는 1843년 뉴욕의 이리 철도회사(Erie Railroad co.)가 처음으로 발행했다. 철도 사업에는 많은 자금이 필요하고, 수익발생까지는 많은 시간이 걸린다. 따라서 건설이자를 지불하고 철도가 완성된 뒤에 수익이 발생하면 주식의 가격 상승과 배당금을 기대할 수 있는 사채를 개발했다.

## 종류
제 3자 보증여부에 따라서 보증부전환사채, 담보부 전환사채, 무보증 전환사채로 나눌 수 있다.

## 같이 보기
- 삼성 에버랜드 전환사채 저가 배정 사건
- 신주인수권부사채(Bond with Warrant, BW)